# العمر لحظة (فلم)
العمر لحظة  فيلم مصري من إنتاج عام 1978. وهو من أفلام عيد الفطر 1398 هـ.

## قصة الفيلم
في أعقاب حرب يونيو 1967، تعيش الصحفية نعمت الجانب الساخن من حياتها، مع زوجها عبد القادر رئيس تحرير إحدى الجرائد التي تعمل بها محررة وعبثة بمقدرات كثيرة، منها: مقالاته التي تدعو إلى اليأس أثناء الحرب مع إسرائيل، وفي الليالي يصاحب النساء، بينما آمنت نعمت بأن العمل الوطني هو مفتاح شخصية المرء. لذا اهتمت بالعمل التطوعي في إحدى المستشفيات، تتعرف على مجموعة من المقاتلين ومنهم محمود ضابط الصاعقة الذي يعاني من متاعب مع زوجته، وآخرين وهبوا أنفسهم لخدمة الوطن، صارت نعمت تحمل رسائلهم وتحل مشاكلهم. وتسافر إلى الجبهة لرفع الروح المعنوية، تكتب عن الأمل والطموحات المشرقة في عيون الأبطال الجدد، تكتب عن معارك الاستنزاف، إلى أن تنشب حرب أكتوبر ويستشهد الكثيرون ممن عرفتهم نعمة، وصنعوا مجد بلادهم بدماء غالية، وبعد الحرب يكون اللقاء جديدًا بين نعمت ومحمود، بعد أن انفصلت عن زوجها.

## بطولة
- ماجدة
- أحمد مظهر
- ناهد شريف
- نبيلة عبيد
- محمد خيري
- أحمد زكي
- صلاح نظمي
- شفيق جلال
- حسن حسين
- علية عبد المنعم
- حاتم ذو الفقار
- أحمد الطاهر
- نادية شمس الدين
- يوسف العسال
- جمال شبل

## روابط خارجية
- مقالات تستعمل روابط فنية بلا صلة مع ويكي بيانات